# Ча Сон Нам
Ча Сон Нам (кор. 자성남) — с 28 февраля 2014 года постоянный представитель Корейской Народно-Демократической Республики при ООН, чрезвычайный и полномочный посол страны в ООН.

## Биография
Родился 28 марта 1954. В 1983 году окончил Пхеньянский университет международных отношений.
- 1983—1998 — работник Министерства по делам национального объединения
- 1998—2000 — заместитель главного директора в том же министерстве
- 2000—2004 — советник в Постоянном представительстве КНДР при ООН в Нью-Йорке
- 2004—2005 — старший научный сотрудник Министерства иностранных дел КНДР
- 2005—2006 — руководитель Института за мир и разоружение Министерства иностранных дел КНДР
- 2006—2011 — посол КНДР в Великобритании
- 2011—2014 — главный директор Министерства по делам национального объединения

С 28 февраля 2014 года — постоянный представитель Корейской Народно-Демократической Республики при ООН, чрезвычайный и полномочный посол страны в ООН

## Семья
Женат на Хан Сонхи (한송희), имеет детей.